# Audace Foot-Ball Club 1926-1927
Questa voce raccoglie le informazioni riguardanti l'Audace Foot-Ball Club nelle competizioni ufficiali della stagione 1926-1927.

## Stagione
Il club rosso segue la riorganizzazione dei campionati di Prima Divisione: la Lega Sud, che organizzava i gironi centro-meridionali della competizione, viene sciolta e sostituita dal Direttorio Divisioni Superiori con sede a Milano, che gestisce unitariamente anche i gironi settentrionali; inoltre tutta la Prima Divisione diviene seconda serie nazionale, al di sotto della neo istituita Divisione Nazionale. Le squadre meridionali compongono un unico girone, il D, di carattere interregionale (non più gironi regionali com'era fino all'anno precedente), e ciò comporta per le stesse una maggiorazione delle spese di trasferta. L'Audace beneficia dell'ammissione all'anzidetta divisione, a seguito dell'allargamento del girone D da otto a dieci squadre, in quanto sarebbe stata inizialmente esclusa, assieme ai baresi dell'Ideale.
In un campionato ridotto a nove squadre causa il ritiro dell'indebitato Palermo a fine girone d'andata, i rossi terminano il girone all'ottavo e penultimo posto, con 11 punti, 1 punto al di sopra del Roman, dopo aver ottenuto 6 risultati utili (di cui un solo pareggio, 0-0 in casa con il Foggia) e 12 sconfitte. I derby cittadini hanno visto ancora prevalere la Pro Italia, di misura, per 1-0 in entrambi gli incontri (nella gara di andata, al 16º minuto del secondo tempo, sullo 0-1 De Lorenzo si è fatto parare il rigore del possibile pareggio dal portiere proitaliano Ciaccio, tirato centralmente).
A campionato finito, il nuovo "Ente sportivo" della Provincia di Taranto sancisce la fusione delle due maggiori formazioni calcistiche del territorio, Audace F.B.C. ed S.S. Pro Italia, nell'Associazione Sportiva Taranto, soprattutto per sopperire alle carenze finanziarie sofferte dai due club negli ultimi anni. L'Audace sarà in seguito rifondato nel 1945, dopo la liberazione del Sud Italia nella Seconda guerra mondiale.

## Organigramma societario
Area direttiva
- Presidente: Carlo Natale; Vincenzo Gaeta dal dicembre 1926
- Vice presidente: Filippo De Fraja
- Segretario e Direttore sportivo: Enrico Cardellicchio
- Sede: via Cavallotti, Taranto.

Area tecnica
- Allenatore: commissione tecnica presieduta da Filippo De Fraja.

## Rosa
Fonti
| N. |                   | Ruolo | Calciatore       |
| -- | ----------------- | ----- | ---------------- |
|    | Italia (bandiera) | P     | Luigi Coretti    |
|    | Italia (bandiera) | P     | Panetta          |
|    | Italia (bandiera) | D     | Russo            |
|    | Italia (bandiera) | D     | Cosimo Santini   |
|    | Italia (bandiera) | D     | Giuseppe Scotti  |
|    | Italia (bandiera) | C     | Carrano          |
|    | Italia (bandiera) | C     | Cassese          |
|    | Italia (bandiera) | C     | Dalmaso          |
|    | Italia (bandiera) | C     | Riccardo Mottola |
|    | Italia (bandiera) | C     | Putignano        |
|    | Italia (bandiera) | C     | Aurelio Sculto   |
|    | Italia (bandiera) | A     | Belloli          |
|    | Italia (bandiera) | A     | Vito Carenza     |

| N. |                   | Ruolo | Calciatore             |
| -- | ----------------- | ----- | ---------------------- |
|    | Italia (bandiera) | A     | Nicola De Lorenzo (II) |
|    | Italia (bandiera) | A     | Gioia                  |
|    | Italia (bandiera) | A     | Vitantonio Scorcia     |
|    | Italia (bandiera) | A     | Tana                   |
|    | Italia (bandiera) | A     | Viani                  |
|    | Italia (bandiera) | ?     | Ballardi               |
|    | Italia (bandiera) | ?     | Germignani             |
|    | Italia (bandiera) | ?     | Ghieduzzi              |
|    | Italia (bandiera) | ?     | Ellero                 |
|    | Italia (bandiera) | ?     | Magnifico              |
|    | Italia (bandiera) | ?     | Perella                |
|    | Italia (bandiera) | ?     | Pin                    |

## Risultati

### Girone D

#### Girone di andata
| Arbitro: | Medica (Bologna) |

|           |           |  |
| Galli 75’ | Marcatori |  |

| Taranto 10 ottobre 1926 2ª giornata | Audace Taranto | 0 – 4 | Casertana | Motovelodromo Corvisea |

| Arbitro: | Reichlin (Napoli) |

|                          |           |      |
| Costantino ?’ ? ?’, ? ?’ | Marcatori | ?’ ? |

| Arbitro: | Torretti (Firenze) |

|  |           |           |
|  | Marcatori | 58’ Gioia |

| Palermo 7 novembre 1926 5ª giornata                 | Palermo   | 0 – 1             | Audace Taranto | Stadio Ranchibile |
| \| \| \| \| \| \| Marcatori \| 20’ De Lorenzo II \| |           |                   |                |                   |
|                                                     |           |                   |                |                   |
|                                                     | Marcatori | 20’ De Lorenzo II |                |                   |

| Taranto 14 novembre 1926 6ª giornata | Audace Taranto | 1 – 0 | Ideale | Motovelodromo Corvisea |

| Foggia 21 novembre 1926 7ª giornata | Foggia | 2 – 0 | Audace Taranto | Campo di via Ascoli |

| Arbitro: | Mauro (Milano) |

|  |           |              |
|  | Marcatori | 19’ Mongelli |

| Bagnoli (Napoli) 5 dicembre 1926 9ª giornata | Bagnolese | 8 – 0 | Audace Taranto | Campo dell'Ilva |

#### Girone di ritorno
| Arbitro: | Terreri (Prato) |

|                   |           |           |
| De Lorenzo II 15’ | Marcatori | ? , ? , ? |

| Caserta 26 dicembre 1926 11ª giornata | Casertana | 2 – 1 | Audace Taranto | Piazza d'Armi |

| Taranto 2 gennaio 1927 12ª giornata | Audace Taranto    | 0 – 2 | Liberty | Motovelodromo Corvisea\| Arbitro: \| Reichlin (Napoli) \| |
| Arbitro:                            | Reichlin (Napoli) |       |         |                                                           |

| Taranto 9 gennaio 1927 13ª giornata | Audace Taranto     | 3 – 2 | Roman | Motovelodromo Corvisea\| Arbitro: \| Torretti (Firenze) \| |
| Arbitro:                            | Torretti (Firenze) |       |       |                                                            |

| 16 gennaio 1927 14ª giornata | Audace Taranto | 2 – 0 vinta a tavolino | Palermo |  |

| Bari 13 febbraio 1927 15ª giornata | Ideale | 3 – 1 | Audace Taranto | Campo San Lorenzo |

| Taranto 6 marzo 1927, ore 15,00 16ª giornata | Audace Taranto           | 0 – 0 | Foggia | Motovelodromo Corvisea\| Arbitro: \| Trama (Torre Annunziata) \| |
| Arbitro:                                     | Trama (Torre Annunziata) |       |        |                                                                  |

| Arbitro: | Rovida (Milano) |

|               |           |  |
| Friuli II 20’ | Marcatori |  |

| Arbitro: | Spaggiari (Parma) |

|             |           |                            |
| Mottola 74’ | Marcatori | 13’, 79’ Kargus 72’ Parodi |

## Statistiche

### Statistiche di squadra
| Competizione | Punti | In casa | In casa | In casa | In casa | In casa | In casa | In trasferta | In trasferta | In trasferta | In trasferta | In trasferta | In trasferta | Totale | Totale | Totale | Totale | Totale | Totale | D.R. |
| Competizione | Punti | G       | V       | N       | P       | Gf      | Gs      | G            | V            | N            | P            | Gf           | Gs           | G      | V      | N      | P      | Gf     | Gs     | D.R. |
| ------------ | ----- | ------- | ------- | ------- | ------- | ------- | ------- | ------------ | ------------ | ------------ | ------------ | ------------ | ------------ | ------ | ------ | ------ | ------ | ------ | ------ | ---- |
| Campionato   | 11    | 9       | 3       | 1       | 5       | 8       | 15      | 9            | 2            | 0            | 7            | 5            | 20           | 18     | 5      | 1      | 12     | 13     | 35     | -12  |